# 李彬 (豐順縣知縣)
李彬（？—？），山东费县人，清朝政治人物。捐职出身。
道光十年七月，擔任清朝廣東省潮州府豐順縣知縣。后由唐琳接任。